# Kenny Philippaars
Kenny Philippaars (Bilzen, Limburg, 6 augustus 1988) is een Belgische zanger en choreograaf. Hij was bijna tien jaar een van de vier zangers van de boyband Get Ready!. Sinds begin 2017 staat hij solo op het podium als Youston. 

## Biografie
Philippaars groeide op in Diepenbeek. Hij volgde in zijn jeugd danslessen in verschillende stijlen en danste mee op nationale en internationale toernooien. In het acrobatisch rock-'n-rolldansen verzamelde hij ruim vijfentwintig Belgische en Benelux-titels. 

## Carrière
Philippaars maakte choreografieën voor tv-programma's, artiesten en evenementen. Hij maakte choreografieën voor het programma Let's Dance van VT4 en haalde zowel bij Supertalent in Vlaanderen als Move like Michael Jackson de laatste twintig. Andere evenementen en shows waar hij aan meewerkte zijn Only White te Knokke, Back to the Nineties & Nillies, Expo 58 en Studio 54. In september 2007 kreeg hij zijn eigen dansschool en showballet, Stardancers in Diepenbeek. Hij werkte als danser, choreograaf en/of backingvocal samen met onder anderen Sister Sledge, Macy Gray, Charlotte Perelli, de Gibson Brothers, Kate Ryan en LUV.
Voor de Studio 54 Party in het Antwerpse Sportpaleis verzorgde hij in 2008 de opening van de show als model voor David Mayer en Nicky Vankets. In navolging daarvan werd hij gevraagd auditie te doen voor de Belgische boysband Get Ready!. Hij werd geselecteerd en trad in 2008 toe tot de nieuwe formatie van de groep. De grootste hit van de groep Diep, werd in een nieuw jasje gestoken en kwam met als titel Diep 2009 op nummer twee in de Vlaamse top 10. Met Get Ready! was hij te zien in verschillende televisieprogramma's, zoals Hit the Road en op de TMF Awards en de De Foute Party van Q-music. Met Get Ready! stond hij jaarlijks in de Top 10 van de Foute 128 van Q-music. In 2009 was Get Ready! een van de hoofdacts tijdens de Foute Party in de Ethias Arena te Hasselt. De jongens traden op voor 18.000 mensen en brachten de hits Diep, Laat en Marjolijn. In navolging hiervan kwam het verzamelalbum Get Ready & Party!: The Best of Get Ready! uit.
In 2011 volgde een optreden in het Sportpaleis voor Back to the nineties. Ook mocht de groep in het Sportpaleis bij de uitreiking van de TMF Awards de prijs voor beste zangeres uitreiken aan Natalia.
Een jaar later volgden vijf shows in de Ethias Arena voor een Schlagerfestival. Ook tijdens de Foute Party in Flanders Expo Gent stond Get Ready! op het podium. Dit voor een uitverkochte Expo met 22.000 bezoekers.
Tijdens de Gentse Feesten van 2015 stond het Stardancers Showballet onder leiding van Philippaars tien dagen op het podium tijdens de revueshow van het Belgische travestiegezelschap 'Les Folles de Gand'. Sinds die tijd danst het showballet vast mee tijdens al deze producties.
In oktober 2015 was Get Ready! met Samijn, Bruggemans, Van Kerkoerle en Philippaars dagelijks te zien op de nationale tv in aan campagne van 'De Lijn'.
Uitgebrachte singles van Philippaars, alle met de boyband Get Ready!, zijn; Diep 2009, Iemand zoals jij, Rode haren, Sterrenregen, Ik vraag me af (feat. Cliffke van rapgroep KIA). Zowel Diep 2009 als Iemand zoals jij bereikte de tweede positie in de Vlaamse Top 10. Het nummer Ik vraag me af kwam in mei 2016 op nummer 1 in de Benelux Top 50.
In januari 2017 maakte Philippaars de aankondiging dat hij niet verder met Get Ready! zou optreden. Op 24 april maakte hij bekend dat hij solo verder zou optreden onder de naam 'Youston'. Op 4 mei 2017 kwam onder deze naam de eerste plaat uit met als titel In mijn armen. Op 17 juni 2017 behaalde In mijn armen de eerste plaats in de Vlaamse top 50. Daarmee werd het voor Philippaars als Youston zijn eerste nummer 1-hit.
In oktober kwam een tweede single uit, Volg mij. Dit nummer werd in tegenstelling tot In mijn armen wel opgenomen in de playlist van Radio 2. Het nummer kwam ook terecht in de Ultratop en bereikte de vijfde plaats in de Vlaamse top 50.
Eind mei 2018 is zijn derde single Sterker dan alleen uitgekomen, een cover van een nummer van de Nederlandse zangeres Do. 
De single Sterker dan alleen komt in de Vlaamse top 50 op de eerste plaats in juli 2018. En bereikt één week later eveneens de eerste plaats in de Benelux Top 50. Eind 2018 staat het nummer op de 16e plaats in de BeNe Top 100 van 2018. Het nummer is daarmee het tiende Vlaamse nummer in deze lijst.

## Discografie

### Get Ready!
- Diep 2009 remix van Jef Martens (2009)
- Get Ready & Party!: The Best of Get Ready! (2009)
- Iemand zoals jij (2011)
- Rode haren (2011)
- Sterrenregen (2015)
- Ik vraag me af feat. Cliffke (K.I.A.) (2016)

### Youston
- In mijn armen (2017)[5]
- Volg mij (2017)[6]
- Sterker dan alleen (2018)[7]
- Alles en meer (2018)[8]
- Niemand als jij (2020)
- Binnen bij jou (2020)